# Незамисливо (филм)
Незамисливо (енгл. Unthinkable) амерички је трилер филм из 2010. режисера Грегора Џордана. Главне улоге играју Самјуел Л. Џексон, Мајкл Шин и Кари-Ен Мос. Објављен је 14. јуна 2010. године, дајрект-ту-видео системом. Филм је запажен по контроверзи коју ствара његова тема, мучење човека који прети да ће детонирати три нуклеарне бомбе у различитим градовима САД.

## Радња
Бивши специјалац Делта форса, Американац Јусуф (Шин) снима видео. ФБИ-јева агентица Хелен Броди (Мос) и њен тим виде да је Јусуф у свим вестима и покрећу истрагу. Налазе се у средњој школи која је претворена у војно мучилиште. Ту погледају цео Јусуфов видео, где он прети да ће детонирати три нуклеарне бомбе у различитим градовима САД уколико се не удовољи његовим захтевима.
Х (Џексон), специјални испитивач, доведен је да би Јусуф силом открио локације нуклеарних бомби. Х бескрупулозно показује своје окрутне методе одмах на почетку: одсеца Јусуфове прсте малом сатаром. Запањена, агентица Броди покушава да заустави овакав приступ. Њени надређени јој појашњавају да су потенцијалне консеквенце катастрофалне и да су екстремне мере неопходне. Како се радња наставља, Х употребљава све страшније методе (Бродијева изиграва „доброг полицајца”). Бродијева схвата да је Јусуф знао врло добро како ће бити мучен. Јусуф износи своје захтеве: жели да председник САД објави прекид подршке марионетским владама и диктатурама у муслиманским земљама, уз повлачење америчких трупа из свих исламских држава. Група која има задатак да спречи терористички напад одбацује могућност испуњавања Јусуфових захтева, цитирајући амерички закон непреговарања с терористима.
Када Бродијева оптужи Јусуфа да лажира претњу бомбама како би показао морални карактер Владе САД, он се наизглед слама и признаје да је све била обмана. Открива адресу да то и докаже. Полиција и војска проналази место из сцене видеа те доказ на крову. Војник уклања слику са електричног прекидача, након чега се активира Ц4 бомба у оближњем шопингу видљивом с крова. Погиба 53 људи. Озлојеђена на бесмислено страдање невиних, Бродијева се враћа до Јусуфа и реже му прса скалпелом. Јусуф се само узбуди и тражи да га још повреде. Оправдава смрти у шопингу и изјављује да Американци убијају толико невиних сваки дан. Јусуф каже да је намерно дозволио да га ухвате како би се суочио са својим противницима.
Х се пита да ли ће Јусуф да открије локације бомби ако му доведу супругу. Када је притворе, Х је доводи пред њеног мужа и прети да ће је повредити. Бродијева и други се противе овоме и у гужви покушају да је одведу. Из очаја и намере стављања већег притиска на Јусуфа, Х јој пререже врат а она искрвари пред свима. И даље без добијања онога што жели, сарадње, Х говори војницима да мора да предузме нешто незамисливо: жели да доведу двоје Јусуфове деце, дечака и девојчицу. Док Јусуф не чује, Х обећава да неће повредити децу. Јусуфова деца бивају доведена, а Х саопштава да ће их мучити ако се локације бомби ускоро не открију. Јусуф се слама и открива три адресе (у Њујорку, Лос Анђелесу и Даласу), али Х се не зауставља и приморава остале да интервенишу. Наводећи као доказ количину несталог нуклеарног материјала којим је Јусуф располагао (7—8 кг је пријављено, а 2 кг је потребно за једну експлозивну направу), Х инсистира да Јусуф није признао да постоји и четврта бомба. Х говори и да је све што је Јусуф до сада урадио било испланирано подробно. Знао је да ће га мучење сломити, тако да је испланирао и четврту бомбу о којој нико ништа не зна.
Сврха пређашњег мучења није била да сломе Јусуфа него да му покажу шта ће се десити с његовом децом ако не буде сарађивао. Званичник антитерористичке операције захтева да се Јусуфова деца поново доведу ради наставка испитивања условљавањем. Х захтева да му Бродијева доведе децу јер њена пристојност ће му осигурати морално одобравање за оно што мора да учини. Када Бродијева одбије да доведе децу и каже да је боље да страдају милиони људи него да се деца пре тога повређују, Х одвеже Јусуфа и ослобађајући га — саркастично му призна победу. Званичник потеже пиштољ и упери га у испитивача Х да би га приморао на наставак процеса извлачења информација. Јусуф успе да се домогне званичниковог пиштоља, замоли Бродијеву да се побрине за његову децу и изврши самоубиство. Бродијева изводи Јусуфову децу из друге просторије зграде напоље.
ФБИ јединица за деактивирање бомби стиже на локације које је одао Јусуф; на једној локацији бојник ресетује тајмер и спречи експлозију. Док му ФБИ честита, иза оближњег сандука приказује се додатна бомба чији тајмер одброји све до нуле.

## Улоге
| Глумац            | Улога                                             |
| ----------------- | ------------------------------------------------- |
| Семјуел Л. Џексон | испитивач Х (Хенри Харолд Хамфрис)                |
| Мајкл Шин         | терориста Јусуф Ата Мухамед (Стивен Артур Јангер) |
| Кари-Ен Мос       | агентица Хелен Броди                              |
| Брандон Раут      | агент Ди-Џеј Џексон                               |
| Бенито Мартинез   | Х-ов помоћник Алварез                             |
| Гил Белоуз        | агент Винсент                                     |
| Џошуа Харто       | агент Филипс                                      |
| Мартин Донован    | директор ФБИ-ја Џек Сондерс                       |
| Стивен Рут        | Чарлс Томсон                                      |
| Некар Задеган     | Јусуфова супруга Џехан Јангер                     |
| Мајкл Роуз        | пуковник Керкмеџијан                              |
| Хоумс Озборн      | генерал Полсон                                    |

## Критика
Политички саветник Чарлс В. Пења има мишљење да је „[у]лтимативно, [филм Незамисливо] о вековима старом питању, ’Да ли циљ оправдава средства?’... На крају, Незамисливо не даје одговор на питање... али пружа гомилу хране за размишљање.”. Упркос томе што је похвалио драматичку вредност филма, филмски научник Метју Алфорд каже да је „естетички реализам и наизгледна озбиљност Незамисливог маска апсурдности његовог садржаја и реакционарске политике” чиме није добијен толико „сценарио из ноћне море” него више „бела књига Фредија Кругера”. Сличну тачку гледишта има и ДВД колумниста Шон Ексмејкер који је филм назвао „неспретном полемиком која се одбија између граница стејџ-плеј дебате и тортурног порно спектакла”.